# 下北交通
下北交通株式會社（日语：／）是一家基地位於青森縣陸奧市的民間巴士公司，主要經營青森縣下北半島巴士路線。總部位於青森縣陸奧市金曲一丁目8番12號。
原本公司名為下北巴士，當時只有巴士業務。後來有一時期，繼承了日本國有鐵道（國鐵）特定地方交通線大畑線，自此設有鐵路事業。鐵路事業在大畑線於2001年廢止後，再次專注於巴士業務。

## 歷史
- 1920年 - 白濱友次郎在田名部町（日语：田名部町）（現時：陸奧市）開設「下北自動車株式會社」。當時設有1架巴士（載客量8人），行走於大畑至田名部之間（為青森縣首條國家認可的巴士業務）。
- 1936年6月 - 白濱友次郎、小原愛吉取得營業權，成立了「下北乘合自動車」（總部位於大畑町（日语：大畑町），設有7架車輛，16名員工）。當時設有赤川站〜佐井之間66.6公里和田名部〜恐山之間15公里兩路線。
- 1952年 - 公司名稱改為「下北巴士」。
- 1984年2月 - 公司名稱改名為「下北交通」。
- 1985年7月 - 接管國鐵大畑線。
- 2001年3月31日 - 大畑線廢止，翌日4月1日開設鐵路替代路線「下北站線」。
- 2004年4月1日 - 設置小湊出張所，平內町委托下北交通行走「平内町民巴士（日语：平内町民バス）」。
- 2005年4月1日 - 平内町委托下北交通行走學校巴士。

## 巴士事業

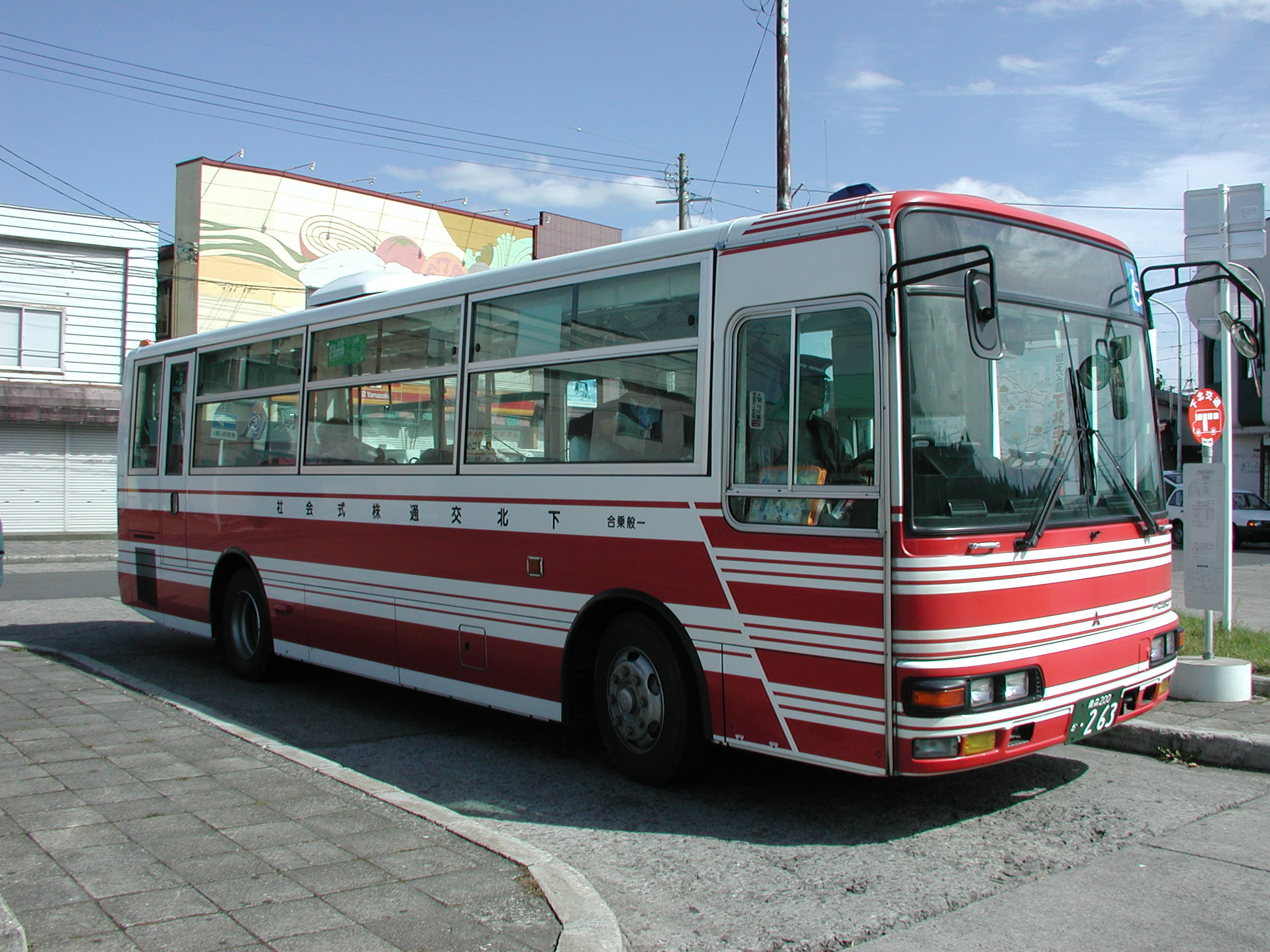
中型一般巴士路線車輛

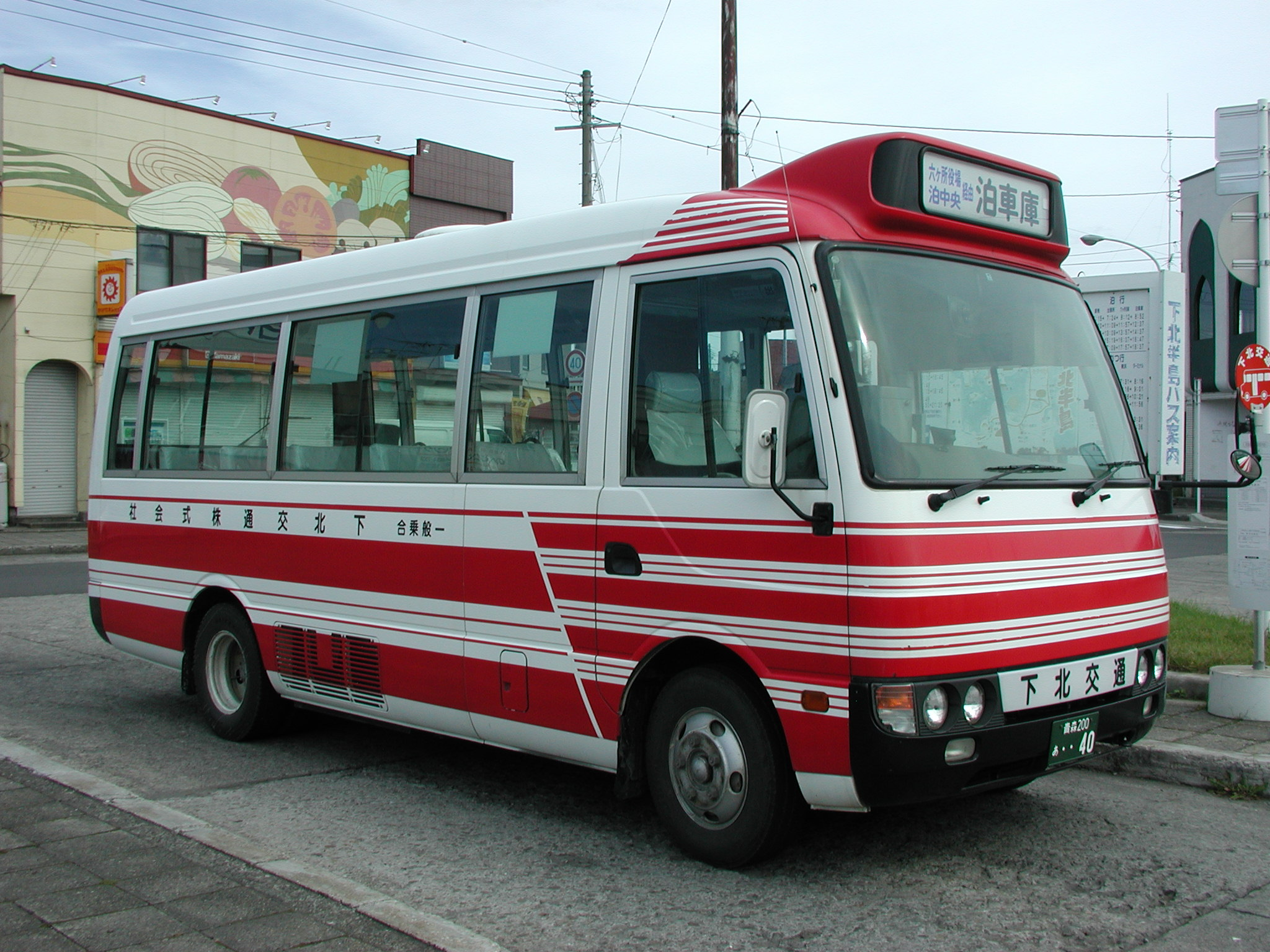
小型一般巴士路線車輛

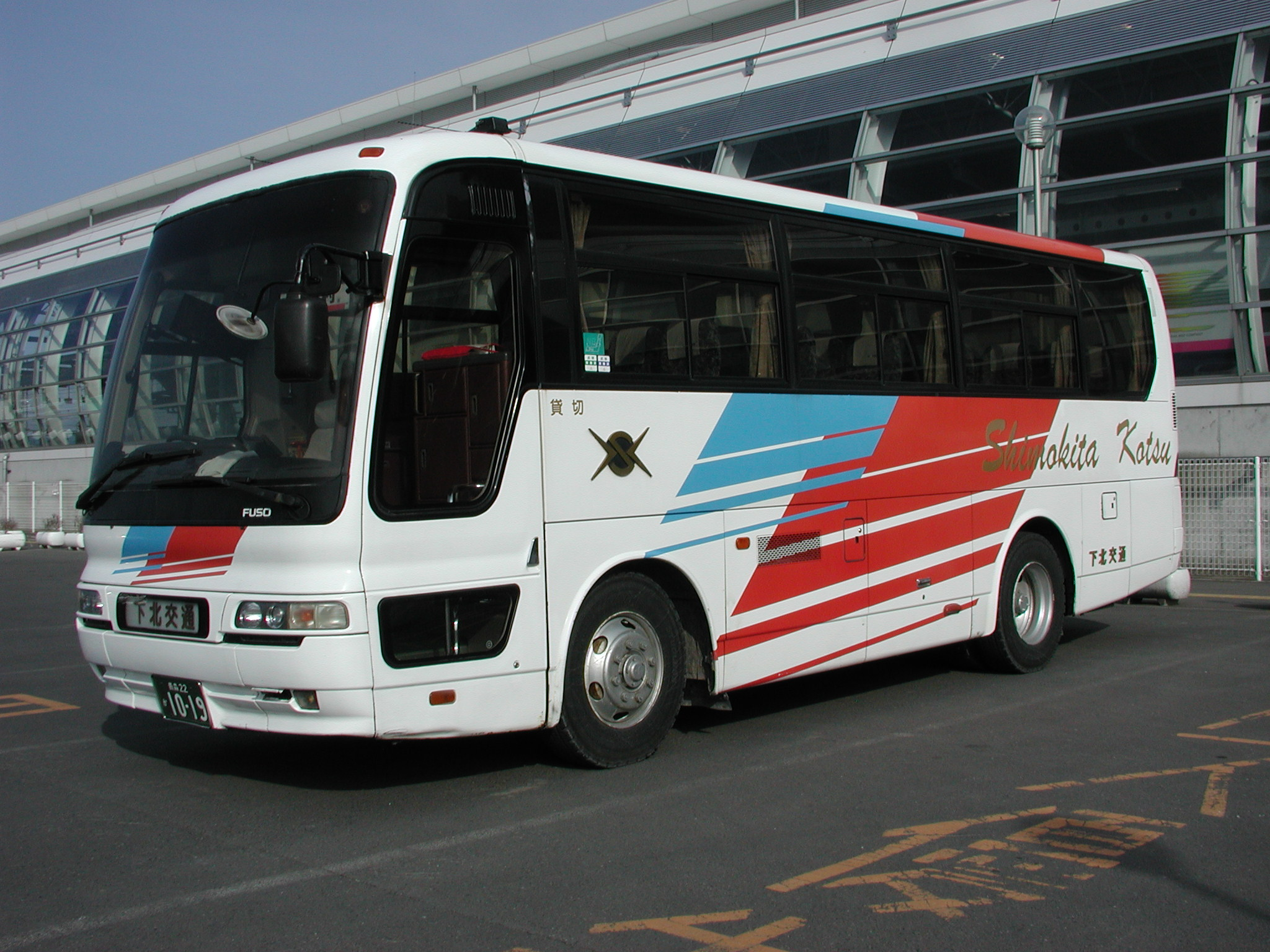
中型觀光租賃車輛

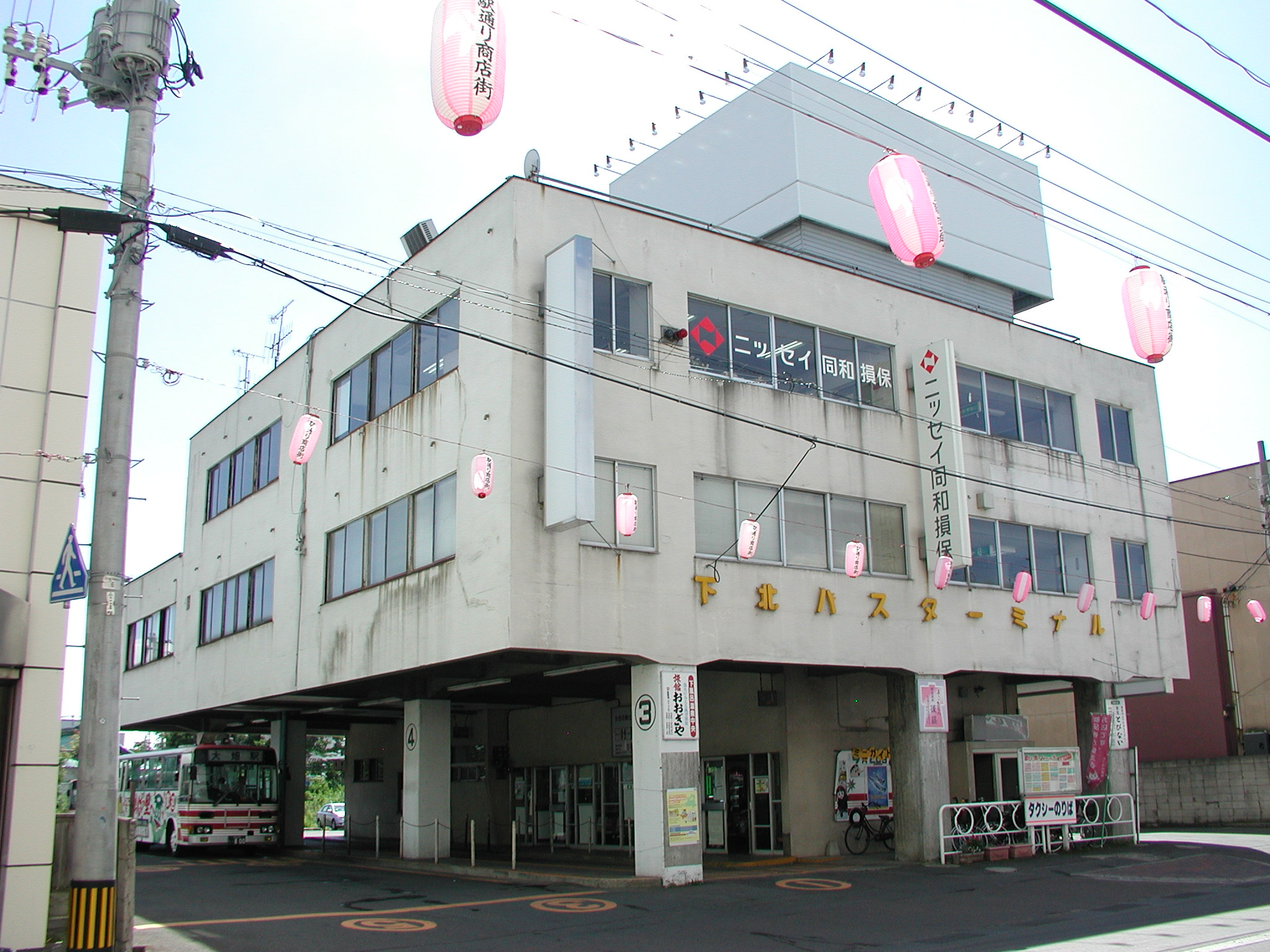
陸奧巴士總站

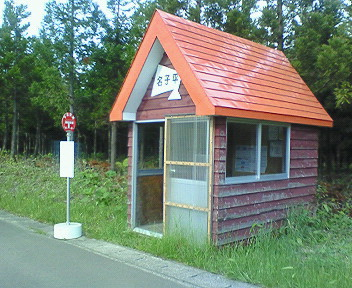
許多下北交通的巴士站都設有候車室，基本上每一條巴士路線的巴士站中設有候車室。

### 營業所·資訊處·車廠
- 陸奧營業所
  - 地址：陸奧市金曲一丁目8番12號（同時為總部地址）
  - 負責業務：除了平內町民巴士外的所有路線和租賃巴士業務
    - 營業所處設有車輛保養的下北維修工場。包括小湊配置車輛在內，車輛會在此處進行橋查和維修。
    - 業務也包括國際興業巴士（日语：国際興業バス）下北號（日语：しもきた号）的運行支援（售賣車票、點名、車輛等待等）。

- 大畑出張所
  - 地址：陸奧市大畑町庚申堂60番地
  - 演變：大畑出張所、鐵道部大畑站→
    - 詳情參見大畑站。

- 小湊出張所
  - 地址：東津輕郡平內町
  - 演變：青森市營巴士（日语：青森市営バス）小湊營業所→青森市營巴士東部營業所小湊出張所→
  - 負責業務：平內町民巴士（日语：平内町民バス）所有路線、平內町學校巴士、野邊地線、六所線

- 佐井車廠（陸奧營業所佐井在勤）
  - 地址：下北郡佐井村
  - 負責業務：佐井線

- 泊車廠（陸奧營業所泊在勤）
  - 地址：上北郡六所村
  - 負責業務：泊線、六所線

- 橫濱車廠
  - 地址：上北郡橫濱町
  - 橫濱線巴士折返時等待的車廠，從前設有乘務員休息室。現時橫濱線廢止後，變為一個停車場。

#### 陸奧巴士總站
陸奧巴士總站位於青森縣陸奧市柳町一丁目2番20號，為下北交通專用的巴士總站，舊名為「下北巴士總站」。
構造
- 巴士總站設有一座3層高的建築物。1樓部分位置為巴士總站（2樓和3樓為出租地方）。
- 1樓設有詢問處，可購買定期券和回數券，也設有候車室和商店。
- 在候車室內設有3台下一班巴士資訊屏幕。
- 在乘車處中，並有3座月台，各月台可容納2架巴士，共有6號線（1〜6號線）。5、6號月台沒有安全島。
- 各路線沒有指定哪一個號線出發。

陸奧巴士總站附近的其他巴士公司
- JR巴士東北下北本線（日语：下北本線）不會駛入陸奧巴士總站，該線停靠附近的「柳町」巴士站。在2005年4月1日設置該巴士站前，需要步行約3分鐘於「田名部」巴士站乘車（起點站）。

#### 廢止出張所
- 青森出張所
  - 地址：青森市合浦一丁目9番15號
    - 在2007年取消，在末期只有出張所的功能。該處設有日本郵政公社的郵政路線（運輸車）「青森西·陸奧線」司機休息處（委托下北交通青森線運行）。也設有青函連絡船紀念船八甲田丸（日语：青函連絡船メモリアルシップ八甲田丸）專用停車處和等待處，現時變成十鐵巴士（十和田觀光電鐵）青森綜合營業所的等待和休息處。

- 野邊地出張所
  - 地址：上北郡野邊地町田名部道43番2號
  - 末期負責路線：野邊地線、六所線、泊線
    - 在2013年3月廢止。出張所功能與小湊出張所合併。現時出張所變為空地。特急青森線的休息處改在十鐵巴士野邊地詢問處。

### 主要路線
特急青森線、野邊地線
路線途經
- 陸奧巴士總站 - 陸奧新町 - 陸奧營業所 - 大曲 - 金谷澤 - 近川 - 橫濱 - 橫濱車廠 - 中吹越 - 有戶 - 野邊地中央 - 野邊地站前 - 馬門溫泉入口 - 狩場澤 - 狩場澤小學前 - 狩場澤站通 - 口廣 - 清水川 - 藥師野入口 - 一本松入口 - 堀替 - 濱子 - 夜越山公園入口 - 町營體育館前 - 新青森農協平內分店前 - 平內醫院通 - 滑雪工場前 - 藤澤 - 西平內郵局前 - 平內中野 - 大石平 - 土屋 - 土屋番所蹟 - 淺蟲水族館通 - 道之驛Yu〜sa淺蟲前 - 新青森農協本店前 - 後萢通 - 縣立中央醫院通 - （縣立中央醫院前／只有陸奧方向） - （保健所前／只有陸奧方向） - 合浦公園口 - 榮町一丁目 - 文化會館前 - 市政廳前 - 新町二丁目（舊・松木屋前） - 青森站前

※特急青森線：陸奧〜野邊地站之間停靠各巴士站，只記載主要巴士站。野邊地站〜青森之間記載所有巴士站（粗體代表前往青森的班次只可下車，前往陸奧的班次只可乘車）。

歷史
- 1959年11月 - 申請開設陸奧〜青森之間的巴士路線（在此之前已經申請開設本田名部〜野邊地之間的巴士路線）。在這個時候，已經設有青森市營巴士行走於青森〜十和田市之間，國鐵巴士行走於青森〜野邊地之間，十和田觀光電鐵行走於青森〜十和田市之間，東北觀光巴士（總部：十和田市）行走於青森〜十和田市、八戶之間，三八五觀光行走於八戶〜青森之間，因此新申請的路線較難批核。在舉行公聽會時，十鐵巴士可開設行走於青森〜三本木之間78.9公里的巴士路線，下北巴士可開設青森〜本田名部之間98.9公里的巴士路線。
- 1960年 - 橫濱線開始服務。
- 1963年5月 - 青森線開始服務。
- 1964年 - 吹越線（田名部〜尾駮之間）開始服務。
- 19xx年 - 在青森一方的總站由青森巴士中心改為青森站前。
- 1986年4月 - 在青森一方的總站由青森站前改為觀光物產館（當時青森縣觀光物產館開館）。
- 1990年代 - 巴士路線途經野邊地站前。
- 2002年4月1日 - 青森線由6往返班次改為3往返班次。青森出張所的住宿字軌廢止。另外野邊地線、吹越線和橫濱線合併，成為野邊地線。
- 2002年7月1日 - 陸奧巴士總站〜野邊地站之間開始停靠所有巴士站。野邊地站可乘車前往青森方向。
- 2003年7月15日 - 路線改經縣立中央醫院前。
- 2009年4月1日 - 青森線由3往返班次減至2往返班次。
- 20xx年 - 前往青森的班次從途經縣立中央醫院前，改為國道4號前進（南造道），行經原來路線。前往陸奧的班次繼續途經縣立中央醫院前。

使用狀況
- 開始運行業初…12往返班次，平均乘車密度27人
- 2001年度…6往返班次，平均乘車密度3.9人，每年虧損約6000萬日圓（不是補助對象路線）
- 2003年度…3往返班次，一年總虧損約3700萬日圓
現時的使用者多為前往青森縣立中央醫院。

青森線的關門制度
- 青森市內

- 路線在青森市內區間（青森〜新青森農協本店前）中，由於與青森市營巴士路線重疊。因此，下北交通的巴士站中，青森方向只可下車，陸奧方向只可乘車。乘客不能只使用青森市內區間。

- 野邊地站

- 在1990年代，巴士會駛入至野邊地站，當中青森方向只可下車，陸奧方向只可乘車。現時該措施廢止。

其他
- 只限野邊地折返系統，為一條生活交通路線，由國家、縣和沿線自治體補助
- 巴士在十鐵巴士野邊地詢問處休息5分鐘。
- 青森線「野邊地站前」巴士站不是在迴旋路內，而是在站前路上巴士站。
- 陸奧〜青森之間來回車票可於陸奧巴士總站和大畑站發售。
- 青森方向的「合浦公園口」巴士站與青森市營巴士、弘南巴士「岡造道一丁目」巴士站位於同一位置。
- 陸奧方向的「合浦公園口」巴士站與十和田觀光電鐵「岡造道一丁目」巴士站位於同一位置，即是青森東繞道上的岡造道路口西邊。
- 從前「新町二丁目」巴士站名為「松木屋前」巴士站。在西出口玄關前設有「下北交通乘車處」的站牌，為共用巴士乘車處。

陸奧線
- 陸奧巴士總站 - 北關根 - 濱關根 - 川代 - 正津川 - 大畑站
  - 此路線是一條生活交通路線，由國家、縣和沿線自治體補助[1]。

佐井線
- 下北站 - 田名部高校前（日语：青森県立田名部高等学校） - 陸奧巴士總站 - 北關根 - 川代 - 正津川 - 大畑站 - 下風呂 - 易國間 - 大間 - 佐井車廠前
  - 1937年10月 - 佐井線巴士路線開始服務[2]
  - 2001年4月1日 - 下北交通大畑線廢止替代路線 下北站線下北站〜大畑站之間開始運行。有一段時間駛入田名部站前。
  - 200x年4月1日 - 下北站線不再途經田名部站，與陸奧線整理和合併，部分班次只行走於下北站〜佐井車廠前之間。
    - 此路線是一條生活交通路線，由國家、縣和沿線自治體補助[1]

長後線
- 佐井車廠前 → 磯谷

※在大間高校假期、星期六、日及假日暫停服務。
尻屋線
- 陸奧巴士總站 - 最花 - 目名 - 入口 - 野牛口 - 岩屋 - 尻屋（ - 尻屋崎）

尻屋〜尻屋崎之間只在毎年5月1日至10月31日之間運行。
- - 1944年8月3日 - 田名部〜入口之間開始運行。
  - 1956年1月18日 - 入口〜尻屋之間開始運行。
    - 此路線是一條生活交通路線，由國家、縣和沿線自治體補助[1]

東通廳舍線
- 陸奧巴士總站 - 大利 - 高間木 - 石持 - 蒲野澤 - 桑原 - 東通村廳舍 - 野花菖蒲之里（經大利 大利線）
- 陸奧巴士總站 - 最花 - 高間木 - 石持 - 蒲野澤 - 桑原 - 東通村廳舍 - 野花菖蒲之里（經最花 蒲野澤線）
- 陸奧巴士總站 - 最花 - 高間木 - 石持 - 稻崎平 - 野牛口 - 桑原 - 東通村廳舍 - 野花菖蒲之里（經野牛 野牛線）
  - 1989年4月20日 - 經大利的巴士路線開始運行。
    - 蒲野澤線是生活交通路線，由市町村單獨補助[1]

尻勞線
- 陸奧巴士總站 - 最花 - 目名 - 入口 - 野牛口 - 尻勞
  - 1972年12月5日 - 尻勞線開始運行。
    - 此路線是生活交通路線，由市町村單獨補助[1]

泊線（舊・小田野澤線）
- 陸奧巴士總站 - 上田屋 - 東通村廳舍 - 猿森 - 小田野澤 - 白糠 - 泊中央 - 泊車廠
  - 1942年3月1日 - 田名部〜泊之間開始運行（經近川）。
  - 1960年2月2日 - 田名部〜小田野澤之間開始運行。
  - 1961年12月12日 - 小田野澤〜白糠之間開始運行（經小田野澤）。
  - 1976年3月16日 - 不再經近川。
    - 此路線是一條生活交通路線，由國家、縣和沿線自治體補助[1]

六所線
- 野邊地站前 - 野邊地出張所 - 有戶 - 六所公所 - 泊中央 - 泊車廠
  - 此路線是生活交通路線，由市町村單獨補助[1]

陸奧市內線
- 陸奧巴士總站 - 陸奧綜合醫院（日语：むつ総合病院）前 - 合同廳舍前 - 下北站 - 赤川站 - 第三小學前 - 陸奧營業所 - 陸奧巴士總站
- 陸奧巴士總站 - 陸奧綜合醫院前 - 榮町 - 田名部高校 -  陸奧巴士總站

陸奧醫院、中央診所循環線
- 陸奧巴士總站 - 陸奧綜合醫院前 - 下北站前 - 中央診所 - 合同廳舍前 - 陸奧綜合醫院前 - 陸奧巴士總站

陸奧綜合醫院循環線
- 陸奧巴士總站 - 本町 - 陸奧綜合醫院前 - 本町 - 陸奧巴士總站

恐山線
- 下北站 - 陸奧巴士總站 - 冷水 - 恐山（季節性服務）
  - 2002年5月1日 - 路線由田名部站到發改在下北站到發。

只於毎年5月1日至10月31日服務。在恐山大祭期間，設有臨時班次。
陸奧繞道線
- 陸奧巴士總站 - 女館 - 東橫迎町 - 陸奧營業所

為陸奧養護學校線的出入廠路線。
陸奧養護學校線
- 陸奧巴士總站 - 陸奧綜合醫院前 - 下北站前 - 赤川站前 - 金谷澤 - 陸奧養護學校前

### 已取消路線
橫濱線
- 陸奧巴士總站 - 近川 - 橫濱車廠
  - 2002年4月1日 - 取消路線。

吹越線
- 陸奧巴士總站 - 近川 - 橫濱 - 中吹越 - 尾駮 - 六所公所前
  - 2002年4月1日 - 取消路線。

中野澤線
- 陸奧巴士總站 - 近川 - 中野澤開墾
  - 2002年4月1日 - 取消路線。

六所線
- 白糠 - 北瀧之尻

川目線
- 佐井車廠前 - 川目

石上線
- 陸奧巴士總站 - 橫迎町二丁目 - 品之木 - 石上入口 - 青光運輸前 - 渡部宅前

小湊線
- （野邊地站前 - 狩場澤 - ）東地區館前（清水川） - 平內公所前 - 平內中央醫院前 - 淺蟲溫泉
- （野邊地站前 - 狩場澤 - ）東地區館前（清水川） - 平內公所前 - 平內中央醫院前 - 淺蟲 - 縣立中央醫院通 - 觀光物產館前

陸奧市內循環ARCS廣場線
- 1998年4月1日 - 開始服務。
- 2002年4月1日 - 取消路線。

松山團地循環線
- 陸奧巴士總站 - 陸奧綜合醫院前 - 第二田名部小學前 - 松山團地 - 市政廳前 - 陸奧綜合醫院前 - 陸奧巴士總站
  - 1988年9月1日 - 開始服務[3]。與JR巴士東北聯營（後來JR巴士取消所有班次）。
  - 2008年12月1日 - 取消路線。

藥研線
- （大畑醫院←）大畑站 - 小目名 - 藥研 - 奧藥研
小目名〜奧藥研之間只於毎年5月1日至10月31日之間行走。
  - 2009年11月1日 - 取消路線。由於藥研地區的旅館等設施設有接送巴士服務，加上在路線途經的小目名地區中，小學合併後，學生會乘坐學校巴士，使此路線的使用者激減[4]。在取消路線後，設有陸奧市的需求的士提供替代服務[5]。

特急陸奧 - 七戶十和田站線
- 陸奧巴士總站 - 陸奧市政廳 - 下北站 - 橫濱 - 野邊地中央 - 七戶十和田站
  - 陸奧巴士總站 - 野邊地中央之間為關門系統制（日语：クローズドドアシステム）（前往七戶十和田站方向的班次在野邊地中央前只可乘車，前往陸奧的班次在野邊地中央起只可下車）[6]

概要
- 與十和田觀光電鐵聯營。每日2往返班次（各公司1往返班次）。
- 只可使用現金支付車費。不可使用下北交通、十和田觀光電鐵的巴士定期券和回數券。另外，雖然兩間巴士公司聯營，但是兩間巴士公司的車費並不相同。

歷史
- 2010年12月4日 - 東北新幹線全線開通，此巴士路線開始服務（直至2011年3月31日前）。
- 2011年4月29日 - 在同年3月11日發生東北地方太平洋近海地震，使巴士暫停服務。當日起東北新幹線全線重開，此路線重開（營運至2011年11月30日）。
- 2011年11月30日 - 當日取消路線。

大畑校舍線、關根橋線
- 大畑站 - 大畑醫院前 - 大畑高校前（日语：青森県立大畑高等学校） - 關根橋
  - 1988年4月1日 - 大畑站～大畑高校前之間開始服務[11]。
  - 1991年4月1日 - 大畑高校前～關根橋之間開始服務。
  - 2015年3月31日 - 隨著使用人次減少，加上大畑高校（關校時名為田名部高校大畑校舍）關校，取消路線。

### 平內町民巴士
參見平內町民巴士

### 其他
- 乘車方法為：前門乘車，前門下車，下車時支付車費。所有路線為一人控制。
- 下北交通最多三菱扶桑巴士，佔車隊過半數。其次為五十鈴巴士。
- 最近下北交通較多二手車輛。車輛來自西武巴士、西武綜合企劃（日语：西武総合企画）、川越觀光自動車（日语：川越観光自動車）、川崎市交通局、西東京巴士（日语：西東京バス）、遠州鐵道（日语：遠鉄バス）、南海巴士（日语：南海バス）、淡路交通（日语：淡路交通）、阪急巴士（日语：阪急バス）、東濃鐵道和妙高HubNet等巴士公司。中門和後門均用作增加座位。在特低地台巴士中，中門只用作輪椅人士專用出入口。

## 鐵路事業
在1981年，國鐵大畑線成為第1次特定地方交通線，隨後舉行了協議會。當時，南部縱貫鐵道表示有意繼承鐵路線，但是以下北半島為主要營業範圍的下北巴士決定繼承大畑線。但是，下北巴士當時沒有經驗管理鐵路，於是便向設有巴士和鐵路業務的京濱急行電鐵提供支援。在1984年2月，公司名稱改為下北交通，翌年1985年7月繼承了大畑線，可是大畑線繼續虧損，最後大畑線在2001年3月31日廢止。

## 其他事業
- 日本郵政委托下北交通負責行走郵政路線（運輸車），當中包括青森、陸奧線等下北地方路線。

## 注腳
1. 1 2 3 4 5 6 7 8  . 下北交通.   [2020-01-02]. （原始内容存档于2022-01-30） （日语）.
2. ↑  『佐井村史』(佐井村公所，1972年10月10日發行)705頁「年表」
3. ↑   (PDF). むつ市.   [2020-01-02]. （原始内容存档 (PDF)于2021-01-28）.
4. ↑   (PDF). 東北運輸局: 1 - 2. 2009年10月13日  [2020-01-02]. （原始内容存档 (PDF)于2010-10-08） （日语）.
5. ↑  . むつ市.   [2020-01-02]. （原始内容存档于2022-01-30） （日语）.
6. ↑  七戸十和田駅 - むつ線運行についてPDF（十和田観光電鉄による案内より(2010年12月4日閲覧)）（日語）
7. ↑  七戸十和田駅発むつ行き時刻表PDF（十和田観光電鉄公式サイトより）（日語）
8. ↑  七戸十和田駅〜むつバスターミナル線バス運行についてPDF（十和田観光電鉄（2011年4月26日発表））
9. ↑  十鉄・下北交通が新幹線接続バス （页面存档备份，存于）（日語） 東奧日報（2011年4月27日）
10. ↑  ｢七戸十和田―むつ｣路線バス11月末終了[]デーリー東北（2011年10月24日）
11. ↑  平成26年度第2回むつ市地域公共交通活性化協議会 議事概要PDF（日語）

## 外部連結
- 下北交通 （页面存档备份，存于）（日語）